# Martingale Doob
Một martingale Doob (còn gọi là martingale Levy) là một quá trình ngẫu nhiên tính giá trị của một biến ngẫu nhiên và có tính chất martingale theo một bộ lọc cho trước. Nó có thể được xem là giá trị xấp xỉ của một biến ngẫu nhiên dựa vào thông tin tích lũy được cho tới một thời điểm nhất định.

## Định nghĩa
Một martingale Doob (đặt theo tên của J. L. Doob) là một cách xây dựng martingale nói chung như sau. Ta xét một dãy các biến ngẫu nhiên
{\displaystyle {\vec {X}}=X_{1},X_{2},...,X_{n}}
nhận giá trị trong tập {\displaystyle A}. Đối tượng quan tâm là một hàm {\displaystyle f:A^{n}\to \mathbb {R} }. Định nghĩa:
{\displaystyle B_{i}=E_{X_{i+1},X_{i+2},...,X_{n}}[f({\vec {X}})|X_{1},X_{2},...X_{i}]}
trong đó giá trị kì vọng trên là một biến ngẫu nhiên do việc tính kì vọng chỉ dựa trên
{\displaystyle X_{i+1},X_{i+2},...,X_{n},}
và
{\displaystyle X_{1},X_{2},...X_{i}}
vẫn được xem là biến ngẫu nhiên.  Có thể chứng minh rằng {\displaystyle B_{i}} là một martingale cho bất kì dãy {\displaystyle X_{i}} nào.  Do đó nếu ta có thể chặn trên độ chênh lệch
{\displaystyle |B_{i+1}-B_{i}|},
thì có thể áp dụng bất đẳng thức Azuma và kết luận với xác suất cao rằng {\displaystyle f({\vec {X}})} tập trung xung quanh giá trị kì vọng
{\displaystyle E[f({\vec {X}})]=B_{0}.}

## Bất đẳng thức McDiarmid
Một phương pháp để chặn trên độ chênh lệch và áp dụng bất đẳng thức Azuma cho một martingale Doob là bất đẳng thức McDiarmid. Giả sử {\displaystyle X_{1},X_{2},\dots ,X_{n}} là độc lập và giả sử {\displaystyle f} thỏa mãn
{\displaystyle \sup _{x_{1},x_{2},\dots ,x_{n},{\hat {x}}_{i}}|f(x_{1},x_{2},\dots ,x_{n})-f(x_{1},x_{2},\dots ,x_{i-1},{\hat {x}}_{i},x_{i+1},\dots ,x_{n})|\leq c_{i}\qquad {\text{khi}}\quad 1\leq i\leq n\;.}
(Nói cách khác, việc thay đổi giá trị {\displaystyle x_{i}} của tọa độ thứ {\displaystyle i} làm thay đổi giá trị của {\displaystyle f} bởi một lượng không quá {\displaystyle c_{i}}.)
Do đó
{\displaystyle |B_{i+1}-B_{i}|\leq c_{i}}
và theo bất đẳng thức Azuma, ta có bất đẳng thức McDiarmid cho mọi {\displaystyle \varepsilon >0}:
{\displaystyle \Pr \left\{f(X_{1},X_{2},\dots ,X_{n})-E[f(X_{1},X_{2},\dots ,X_{n})]\geq \varepsilon \right\}\leq \exp \left(-{\frac {2\varepsilon ^{2}}{\sum _{i=1}^{n}c_{i}^{2}}}\right)}
và
{\displaystyle \Pr \left\{E[f(X_{1},X_{2},\dots ,X_{n})]-f(X_{1},X_{2},\dots ,X_{n})\geq \varepsilon \right\}\leq \exp \left(-{\frac {2\varepsilon ^{2}}{\sum _{i=1}^{n}c_{i}^{2}}}\right)}
và
{\displaystyle \Pr \left\{|E[f(X_{1},X_{2},\dots ,X_{n})]-f(X_{1},X_{2},\dots ,X_{n})|\geq \varepsilon \right\}\leq 2\exp \left(-{\frac {2\varepsilon ^{2}}{\sum _{i=1}^{n}c_{i}^{2}}}\right).\;}